# Мечеть Гаджи Бахши
Мечеть Гаджи Бахши (азерб. Hacı Baxşı məscidi) — историческая мечеть XVII века, находящаяся в посёлке Нардаран в Баку.

## История
На стене мечети имеется арабская надпись, в которой сообщается о времени постройки данной мечети. Эта надпись сохранила также имя архитектора мечети:

Руководителем строительства является Бахш-Али Мирза Мохаммед. 1073 год хиджри. Архитектор мастер Мурад Али. — Саламзаде, А. Архитектура Азербайджана XVI-XIX вв (неопр.). — Баку: Издательство Академии наук Азербайджанской ССР, 1964.
Согласно надписи, памятник был построен в 1663 году архитектором Мурадом Али, получившим ранг мастера.

## Архитектурные особенности
Мечеть Хаджи Бахши привлекает внимание к своим архитектурным особенностям среди религиозных зданий Апшерона. Мечеть состоит из двух основных частей: квадратного богослужебного зала с четырьмя колоннами в центре и входного портала. Объём центральному залу придаёт купол мечети. В других помещениях мечети потолки арочные. Помимо основного портального входа в мечети, на восточной части, была сконструирована вторая входная дверь.
Расположение входа, а также опора купола центрального зала на крышу отличает мечеть Гаджи Бахши от других мечетей Апшерона. Квадратный план мечети, а также добавление второй входной двери увеличивают пространство, также как в мечетях Туба-Шахи (XV век) в Мардакан и в поселке Кишлы (XVII век). В результате этого мечеть выглядит более вытянутой.